# Blastobasis intrepida
Blastobasis intrepida é uma espécie de mariposa do gênero Blastobasis pertencente à família Coleophoridae.